# Carmen Cardinali Paoa
Carmen Cardinali Paoa (sinh ngày 21 tháng 6 năm 1944) là một giáo sư người Chile. Bà từng là Thống đốc Đảo Phục Sinh (Rapa Nui) trong chính phủ của tổng thống Sebastián Piñera, giữa năm 2010 và 2014.
Là người bản địa của hòn đảo, Cardinali đã làm việc như một giáo sư ở Santiago và cũng trong ngành du lịch của Đảo Phục Sinh.
Người tiền nhiệm của Hồng y, cựu Thống đốc Pedro Edmunds Paoa, đã từ chức vào đầu tháng 8 năm 2010 sau khi chiếm đóng sáu tòa nhà bởi những người biểu tình đòi trả lại đất cho con cháu của cư dân Polynesia bản địa trên đảo. Luật sư Jorge Miranda được bổ nhiệm làm Thống đốc lâm thời cho đến khi có thể tìm được người thay thế.
Thứ trưởng Bộ Nội vụ Chile Rodrigo Ubilla đã bổ nhiệm Carmen Cardinali làm Thống đốc Đảo Phục sinh vào đầu tháng 9 năm 2010 để thay thế Edmunds. Những thách thức của Hồng y bao gồm bảo tồn khảo cổ di sản của hòn đảo và cải tổ ngành du lịch. Bà làm Thống đốc cho đến tháng 3 năm 2014, được thay thế bởi Marta Raquel Hotus Tuki, được bổ nhiệm bởi tổng thống Michelle Bachelet.